# CONCACAF Champions League 2023
De CONCACAF Champions League 2023 was de vijftiende editie zijn  van de CONCACAF Champions League, een jaarlijks voetbaltoernooi voor clubs uit Noord- en Centraal-Amerika en de Caraïben, georganiseerd door de CONCACAF. Sinds 2015 is de officiële naam van het toernooi Scotiabank CONCACAF Champions League.
.

## Kwartfinales
| Team 1                 | Tot. | Team 2             | 1e wedstr. | 2e wedstr. |
| ---------------------- | ---- | ------------------ | ---------- | ---------- |
| Violette               | 2–6  | León               | 0-5        | 2-1        |
| Motagua                | 0–6  | UANL               | 0-1        | 0-5        |
| Vancouver Whitecaps FC | 0–6  | Los Angeles FC     | 0-3        | 0-3        |
| Atlas                  | 2–3  | Philadelphia Union | 0-1        | 2-2        |

## Halve finales
| Team 1             | Tot. | Team 2         | 1e wedstr. | 2e wedstr. |
| ------------------ | ---- | -------------- | ---------- | ---------- |
| Tigres UANL        | 3-4  | Club León      | 2-1        | 1-3        |
| Philadelphia Union | 1-4  | Los Angeles FC | 1-1        | 0-3        |

## Finale
| Team 1    | Tot.  | Team 2         | 1e wedstr. | 2e wedstr. |
| --------- | ----- | -------------- | ---------- | ---------- |
| Club León | 3 – 1 | Los Angeles FC | 2 – 1      | 1 – 0      |